# Sunnemo församling
Sunnemo församling var en församling i Karlstads stift och i Hagfors kommun i Värmlands län. Församlingen uppgick 2010 i Norra Råda-Sunnemo församling.

## Administrativ historik
Församlingen bildades 1653 genom en utbrytning ur Råda församling.
Församlingen ingick till 1 maj 1901  pastorat med Ekshärads församling som moderförsamling. Från 1 maj 1901 till 1951 annexförsamling i pastoratet Norra Råda, Sunnemo och Gustav Adolf som från 1907 även omfattade Hagfors församling. Från 1951 till 2010 var församlingen annexförsamling i pastoratet Norra Råda och Sunnemo. Församlingen uppgick 2010 i Norra Råda-Sunnemo församling.

## Organister
| Period    | Namn           | Levnadstid | Övrigt   |
| --------- | -------------- | ---------- | -------- |
| 1853-1903 | Johan Eriksson | 1824-1903  | Organist |

## Kyrkor
- Sunnemo kyrka